# Phare de Cabo Corrientes
Le phare de Cabo Corrientes (en espagnol : Faro de Cabo Corrientes) est un phare actif situé sur la péninsule de Guanahacabibes, à l'extrême ouest de l'île, dans la province de Pinar del Río à Cuba.

## Histoire
Cabo Corrientes se situe à environ 50 km au sud-est du cap San Antonio. La zone environnante est une réserve naturelle.
La station de signalisation maritime a été étable en 1930

## Description
Ce phare est une tour métallique à claire-voie, avec une galerie et une lanterne de 22 m de haut. La tour est peinte en blanc. Il émet, à une hauteur focale de 27 m, un éclat blanc par période de 5 secondes. Sa portée est de 10 milles nautiques (environ 19 km).
Identifiant : ARLHS : CUB-... ; CU-1190 - Amirauté : J4819 (ex-J5212) - NGA : 110-13712 .

### Lien connexe
- Liste des phares de Cuba